# アーツアンドレターズ
アーツアンドレターズ（Arts and Letters、1966年 - 1998年）とは、アメリカ合衆国で生産・調教されたサラブレッドの競走馬、および種牡馬である。マジェスティックプリンスのアメリカ三冠を阻止したベルモントステークスなど1969年のアメリカ競馬界で活躍し、同年のアメリカ年度代表馬に選ばれた。1994年、アメリカ競馬殿堂入り。

## 経歴
アメリカのオーナーブリーダーであったポール・メロンの生産した馬の1頭で、J. エリオット・バーチ調教師に預けられて1968年にデビューした。
2歳時は6戦2勝と平凡な成績を収めたが、翌年の3歳シーズンが始まるとエバーグレードステークス（ハイアリアパーク競馬場・芝8.5ハロン）で前年の最優秀2歳牡馬トップナイトを抑えて勝ち、クラシック路線の有力馬として注目されるようになった。その後もフラミンゴステークスとフロリダダービーでトップナイトと対戦しているが、ここではいずれもトップナイトの2着に敗れている。
この世代のケンタッキーダービーは強豪と目された有力馬が集まり、前走ブルーグラスステークスで15馬身差の大圧勝劇を繰り広げたアーツアンドレターズでも4番人気に甘んじるほどの「当たり年」であった。このため、回避する陣営が相次いで8頭立てでの開催となっている。
アーツアンドレターズはレース終盤まで前に位置取り、1マイルを過ぎたあたりで先頭に立っていたが、後ろから来たマジェスティックプリンスにクビ差で競り負け、戴冠を逃してしまった。
続くプリークネスステークスでもアタマ差でマジェスティックプリンスに敗れ、相手に三冠のチャンスを与えてしまった。陣営はここでベルモントステークスに直行せず、メトロポリタンハンデキャップを間に挟んで心機一転を図った。初の古馬の対戦となったが、古豪ノーダブルを抑えて勝ちを収めた。
そして3度目の対戦となったベルモントステークスにおいて、マジェスティックプリンスを5馬身半差の2着に退ける圧勝を繰り広げ、世間の期待した「無敗の三冠馬」の誕生を阻止することに成功した。この競走の後に、マジェスティックプリンスは故障により引退している。
新たな主役となったアーツアンドレターズは、その後もトラヴァーズステークスやジョッキークラブゴールドカップなどで同世代・古馬と相手に圧勝劇を繰り広げ、同年の年度代表馬に選出された。
翌年、アーツアンドレターズはハリウッドパーク競馬場のカリフォルニアンステークスに出走した際に故障が発生し、それを理由に引退した。

## 種牡馬
グリーンツリーファームで種牡馬として繋養され、それなりの成功を収めた。代表産駒に、1980年のプリークネスステークス勝ち馬のコーデックスがいる。
アーツアンドレターズは1998年に32歳で死亡したが、これが報道されたのは2000年になってからであった。遺骸はグリーンツリーファーム（現在のゲインズウェイファーム）に埋葬されている。

## 評価

### 主な勝鞍
1968年（2歳）　6戦2勝
1969年（3歳）　14戦8勝
ベルモントステークス、ブルーグラスステークス、ジョッキークラブゴールドカップ、ウッドワードステークス、メトロポリタンハンデキャップ、ジムダンディステークス、エバーグレードステークス
2着 - ケンタッキーダービー、プリークネスステークス、フロリダダービー、フラミンゴステークス
1970年（4歳）　3戦1勝
グレイラグハンデキャップ

### 年度代表馬
- 1969年 - 年度代表馬、最優秀3歳牡馬、最優秀ハンデキャップ牡馬

### 表彰
- 1994年 - アメリカ競馬名誉の殿堂博物館に殿堂馬として選定される。
- 1999年 - ブラッド・ホース誌の選ぶ20世紀のアメリカ名馬100選において、第67位に選ばれる。

## 血統表
| アーツアンドレターズの血統（リボー系／Fair Play 母父内5x5=6.25%、 Friar Rock 母内5x5=6.25%） | アーツアンドレターズの血統（リボー系／Fair Play 母父内5x5=6.25%、 Friar Rock 母内5x5=6.25%） | アーツアンドレターズの血統（リボー系／Fair Play 母父内5x5=6.25%、 Friar Rock 母内5x5=6.25%） | （血統表の出典）    | （血統表の出典）  |
| 父 Ribot 1952 鹿毛 イタリア                                                                  | 父の父Tenerani 1944 鹿毛 イタリア                                                            | Bellini                                                                                      | Cavaliere Darpino   | Cavaliere Darpino |
| 父 Ribot 1952 鹿毛 イタリア                                                                  | 父の父Tenerani 1944 鹿毛 イタリア                                                            | Bellini                                                                                      | Bella Minna         |                   |
| 父 Ribot 1952 鹿毛 イタリア                                                                  | 父の父Tenerani 1944 鹿毛 イタリア                                                            | Tofanella                                                                                    | Apelle              | Apelle            |
| 父 Ribot 1952 鹿毛 イタリア                                                                  | 父の父Tenerani 1944 鹿毛 イタリア                                                            | Tofanella                                                                                    | Try Try Again       |                   |
| 父 Ribot 1952 鹿毛 イタリア                                                                  | 父の母Romanella 1943 栗毛 イタリア                                                           | El Greco                                                                                     | Pharos              | Pharos            |
| 父 Ribot 1952 鹿毛 イタリア                                                                  | 父の母Romanella 1943 栗毛 イタリア                                                           | El Greco                                                                                     | Gay Gamp            |                   |
| 父 Ribot 1952 鹿毛 イタリア                                                                  | 父の母Romanella 1943 栗毛 イタリア                                                           | Barbara Burrini                                                                              | Papyrus             | Papyrus           |
| 父 Ribot 1952 鹿毛 イタリア                                                                  | 父の母Romanella 1943 栗毛 イタリア                                                           | Barbara Burrini                                                                              | Bucoloc             |                   |
| 母 All Beautiful 1959 栗毛 アメリカ                                                          | 母の父Battlefield 1948 栗毛 アメリカ                                                         | War Relic                                                                                    | Man O' War          | Man O' War        |
| 母 All Beautiful 1959 栗毛 アメリカ                                                          | 母の父Battlefield 1948 栗毛 アメリカ                                                         | War Relic                                                                                    | Friars Carse        |                   |
| 母 All Beautiful 1959 栗毛 アメリカ                                                          | 母の父Battlefield 1948 栗毛 アメリカ                                                         | Dark Display                                                                                 | Display             | Display           |
| 母 All Beautiful 1959 栗毛 アメリカ                                                          | 母の父Battlefield 1948 栗毛 アメリカ                                                         | Dark Display                                                                                 | Dark Loveliness     |                   |
| 母 All Beautiful 1959 栗毛 アメリカ                                                          | 母の母Parlo 1951 栗毛 アメリカ                                                               | Heliopolis                                                                                   | Hyperion            | Hyperion          |
| 母 All Beautiful 1959 栗毛 アメリカ                                                          | 母の母Parlo 1951 栗毛 アメリカ                                                               | Heliopolis                                                                                   | Drift               |                   |
| 母 All Beautiful 1959 栗毛 アメリカ                                                          | 母の母Parlo 1951 栗毛 アメリカ                                                               | Fairy Palace                                                                                 | Pilate              | Pilate            |
| 母 All Beautiful 1959 栗毛 アメリカ                                                          | 母の母Parlo 1951 栗毛 アメリカ                                                               | Fairy Palace                                                                                 | Star Fairy F-No.1-c |                   |